# 沙玛什

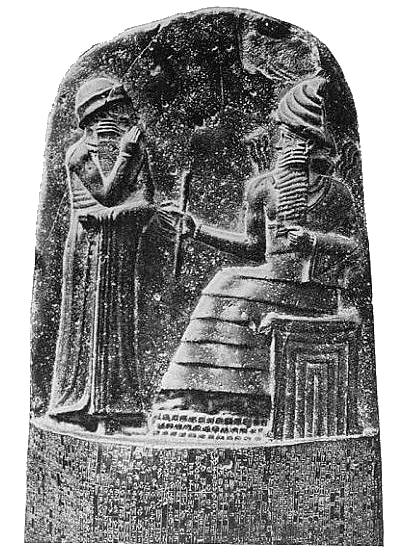
沙玛什(坐者),被刻画为正在向汉摩拉比授予象征权力的符号(汉摩拉比法典石碑上部浮雕.)

沙玛什“Shamash”(阿卡德语：Šamaš“太阳”)，是美索不达米亚本地神，阿卡德、亚述和巴比伦神殿中的“太阳神”。沙玛什是巴比伦和亚述神话中对应苏美尔乌图神的正义之神。阿卡德语：šamaš 与叙利亚语：šemša、希伯来语：šemeš(שֶׁמֶשׁ)和阿拉伯语：šams(شمس)同源。

## 历史
无论是在早期，还是晚期的铭文中，沙玛什都被认为是月神“欣的后代”，因为，在神殿排位中，欣一般要先于沙玛什，形成这种关系的原因，据说太阳神的显现是源于月神的力量。这种假设符合月亮在历法和占星术中所起的作用，以及月亮崇拜产生于游牧民族及早期文明的事实，而太阳神则是到后来的农耕文明时期才升至重要的地位。
巴比伦的两个主要太阳崇拜中心是：以“阿布哈巴”(Abu Habba)土丘为代表的西帕尔和以现代“辛科腊”(Senkerah)为代表的拉尔萨。这两地的主要圣所上均刻有“E-barra”或“E-babbara”(闪光之屋)之名 - 直接暗示太阳神的光辉。二所神庙中，西帕尔的神庙更为出名，但在所有大的城邦中，如巴比伦、乌尔、马里、尼普尔和尼尼微都建有沙玛什的神庙。

## 在神殿的地位

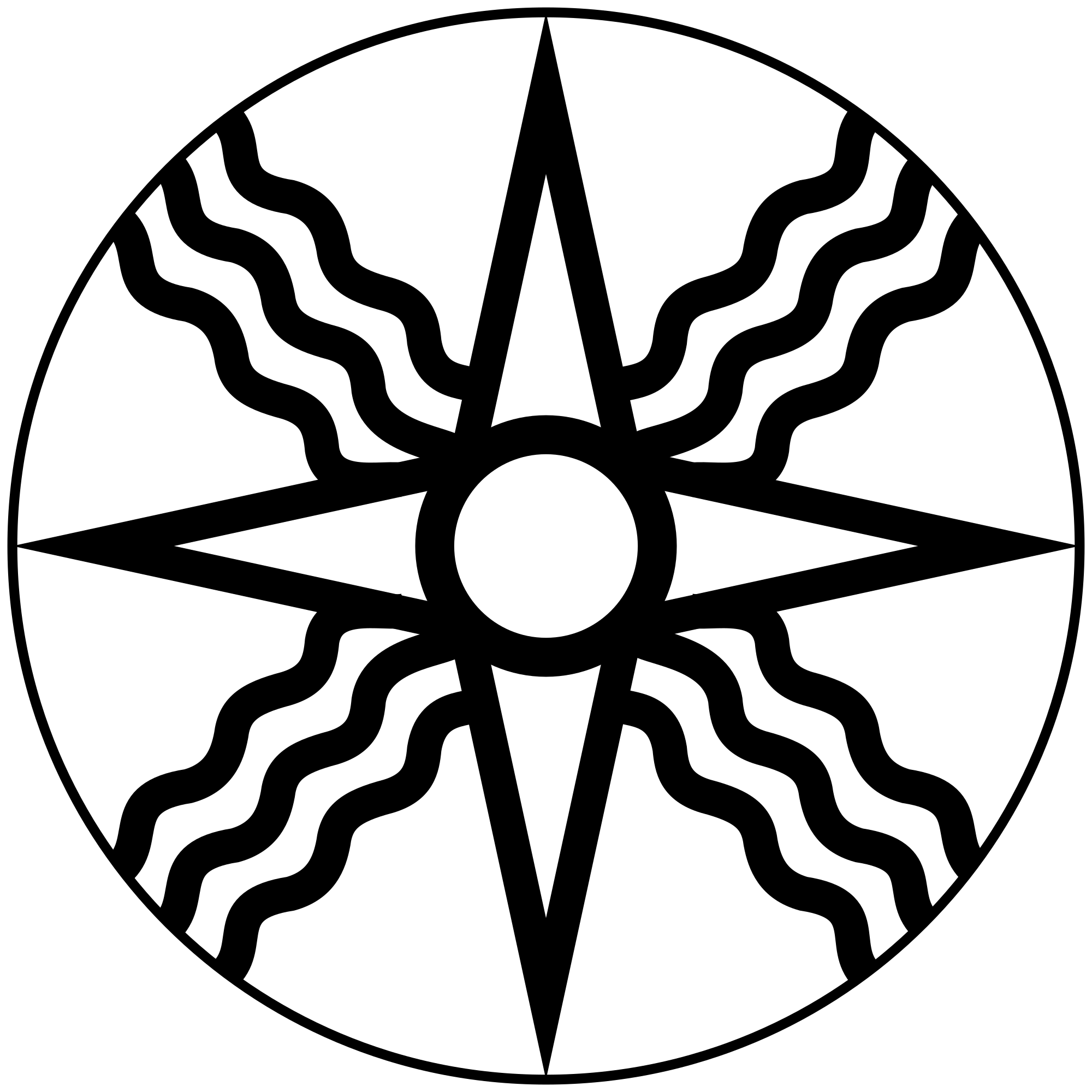
沙玛什的古式星辰/太阳符号

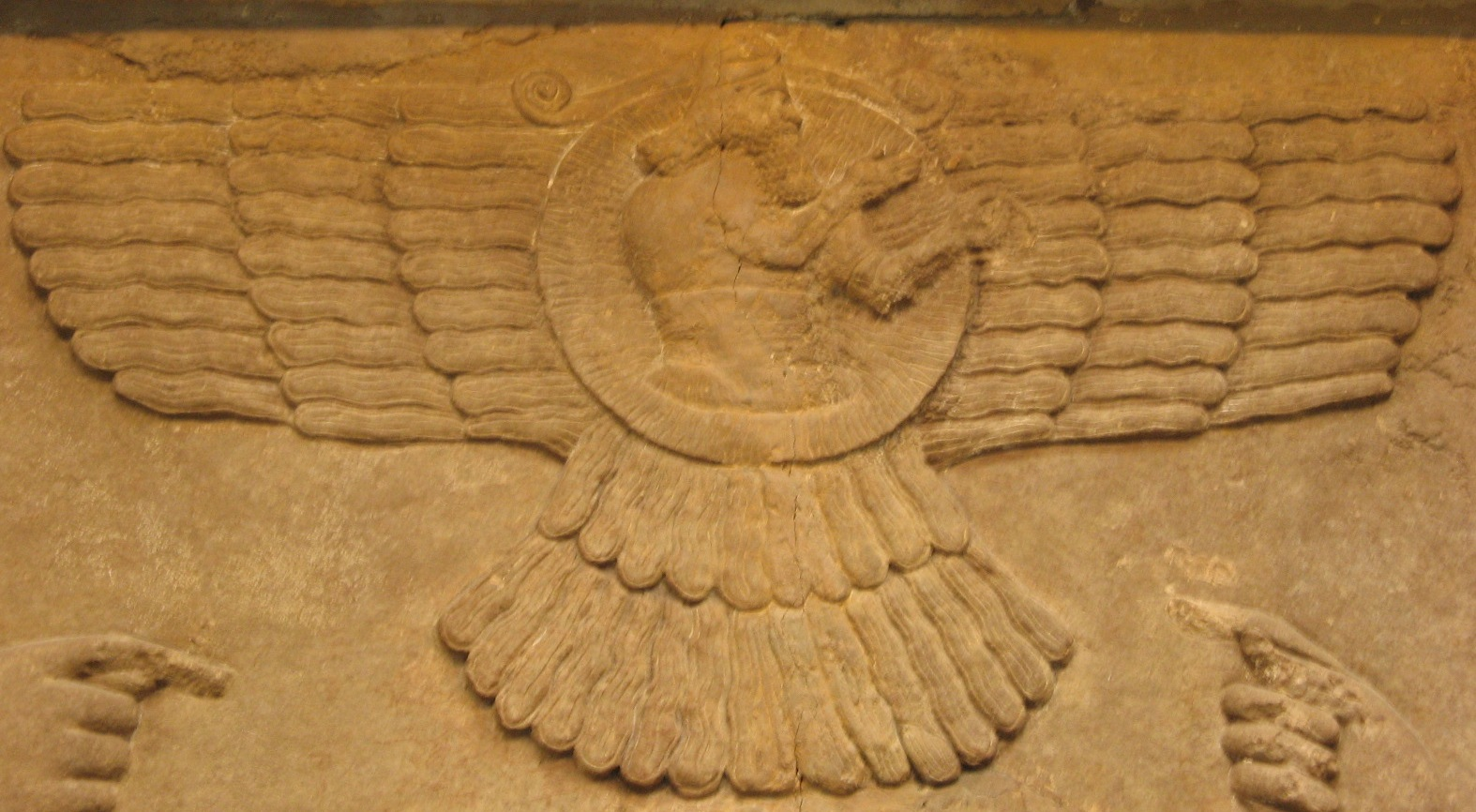
亚述“飞行的太阳”徽章中的男性人物(可能是沙玛什或阿舒尔),尼姆鲁德宫西北, 公元前九世纪; 大英博物馆B室, 第23号镶板).该图形成后来成为琐罗亚斯德教的法拉瓦哈符号.

根据1911年版《大英百科全书》，西帕尔和拉尔萨对沙玛什的崇拜，盖过了其它地方的当地太阳神，导致这些次要之神都汇聚到这位占支配地位的神下。在系统化的神殿中，这些小的太阳神成为侍候他的伴神。如“本涅涅”(Bunene)，被说成是为他驾驭战车，而一些女太阳神：“阿特吉-玛赫”(Atgi-makh)、“正义”的化身“克特图”(Kettu)及后来引入的“公正”的化身“麦萨鲁”(Mesharu)都成了他的配偶。其他的太阳神，如尼努尔塔(Ninurta)和内尔伽勒(Nergal)等另外一些重要城邦的守护神，则作为某一时刻或某一阶段独立的太阳神被保留下来，如尼努尔塔（Ninurta）是早晨和春天的太阳神，内尔伽勒（Nergal）则是中午和夏至的太阳神。在这种融合下，沙玛什一般被看成是太阳神的总称。
沙玛什与欣和伊絲塔一起，构成了与安努、恩利勒和埃亚相对应的另一组三联神。欣、沙玛什和伊什塔尔三大权神分别代表了自然界中的三种力量：月亮、太阳和大地生命力。我们发现，有时伊什塔尔被与欣和沙玛什有关联的风暴神阿达德所替代。这二种不一致的三联神可能代表了巴比伦神院中二种不同的教义观念，但随后又被由上述所有四神所构成的四联神所融合。
沙马什的妻子阿亚(Aya)，除了与沙玛什的组合外，铭文中很少提到她。
另一处涉及沙玛什的是巴比伦的《吉尔伽美什史诗》。在吉尔伽美什和恩奇杜前往讨伐胡姆巴巴的征途中，他们每天早晨向沙玛什祷告、奠酒，让升起的太阳指示安全的前进方向。吉尔伽美什从沙玛什那儿获得梦兆，然后，恩奇杜为他释梦。在他们与胡姆巴巴的战斗中，沙玛什对吉尔伽美什的庇护，使他们打败了怪物。沙马什赋予英雄吉尔伽美什三件武器：威武的英雄之斧、一把剑身重600磅、剑柄重30镑的巨剑以及安珊(Anshan)之弓。

## 法律、正义和拯救之神
与沙马什相连的最常见属性是正义，就如太阳驱散黑暗一样，因此，沙马什带来了消除不义和非公正行为的光明。受沙玛什的启发，汉谟拉比收集现行的法律和法定程序，汇编成法典，法典的设计充分体现了该国王对作为正义化身的沙玛什的崇拜。在汉谟拉比之前的数个世纪(约公元前2600年)，乌尔王朝的乌尔那木(Ur-Engur)宣称，他作出的判决都是“依据沙玛什公正的法律”。

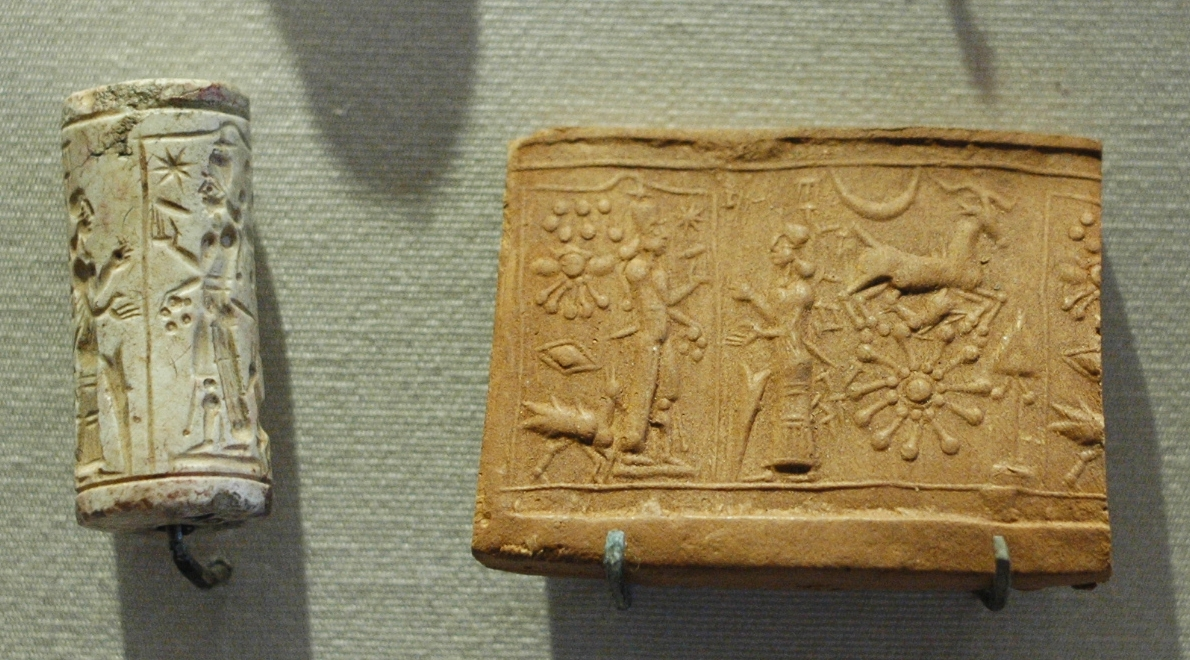
美索不达米亚石灰岩滚筒印章与印像：沙玛什崇拜.(卢浮宫)

作为太阳神这一概念的必然结果，就是他也被当作驱魔之神。故而，患病的人相信，向沙玛什神祈祷可帮助摆脱苦境。 献给他的赞美诗生动地展示了太阳神的面貌，属于整个巴比伦文学范畴中最优秀的作品。

## 土星的识别
沙玛什在历史上曾与土星有关。小莫里斯·贾斯特罗教授(Morris Jastrow, Jr.)辨识出带土星的沙玛什。

## 与狮子的关系
请另阅: 狮子与太阳, 狮子座(占星术)
无论在神话，还是艺术形象中，沙玛什经常与狮子有关联。在巴勒斯坦传说中，“巴力·沙玛什之子”以杀死一头狮子而闻名（儿子自身可能是神的一面）。在宗教符号中，沙玛什也被描绘成一头狮子。

## 通俗文化
在通灵王系列漫画和动画中，沙玛什是“第十部法”(X-Laws)组织的领导者-钢铁少女珍妮的神级精灵。在瑞典人角色扮演的游戏《德尔格与魔鬼》中，“沙玛什”是真理之神。
在日本輕小說《銃皇無盡的法夫納》中，設定上是第九抗體龍種諾因力量的正體，在最長的時間裡對抗著終焉殘渣的高次元生命體。
神魔之塔第十封魔王 毀世的重生者 ‧ 夏馬西 七星 水屬機械族 以此神為歷史原型

## 今天的使用
在当代亚述人和犹太人中，“沙玛什”一词仍被用作姓氏，另外，也是光明节中重要蜡烛的希伯来名。
希伯来文“太阳”一词与“沙玛什”的写法一样，但发音不同。

## 另请参阅
- 舍杜
- 密特拉，波斯神话中的光明之神
- 参孙
- 乌图
- 乌图库